# Albin Kutschbach

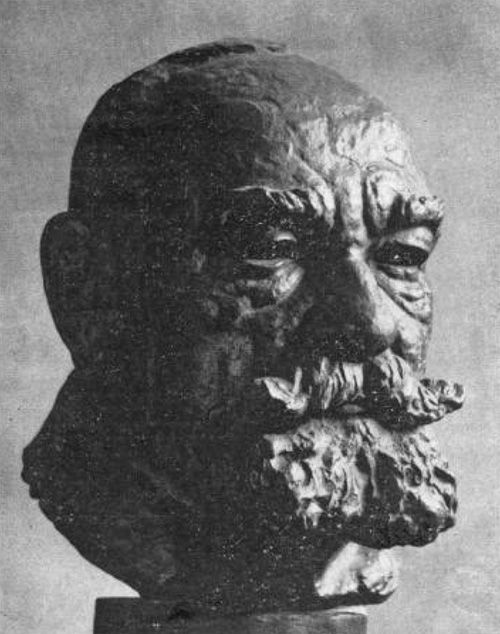
Büste Albin Kutschbach

Albin Hugo Kutschbach (* 24. März 1853 in Leipzig; † 16. November 1936 ebenda) war Schriftsteller, Druckereibesitzer, Diplomat und Mitglied des Deutschen Reichstags.

## Leben
Kutschbach wurde als Sohn von Johann Gottfried Kutschbach (1811–1875) und seiner Frau Emilie Alwine (1823–1862) geboren. Er besuchte die 1. Bürgerschule, die Realschule I. Ordnung und die Handelsschule in Leipzig und hörte später hier auch Nationalökonomie. Er trat zunächst in das Geschäft seines Vaters ein, verkaufte dieses aber nach dessen Tode und machte größere Reisen.
Auf dem Balkan nahm er an verschiedenen militärischen Unternehmungen teil, unter anderem am Okkupationsfeldzug in Bosnien von 1878 und brachte es hier bis zum Brigadegeneral.
Wieder in Deutschland, war Kutschbach Redakteur verschiedener Zeitungen und Herausgeber des Allgemeinen Deutschen Exportblattes und der Chemnitzer Zeitung, sowie Besitzer einer Buchdruckerei in Chemnitz. Auch war er Verfasser geschichtlicher und politischer Werke, u. a. erschienen 1929 Der Brandherd Europas und 1936 Unter der Sonne des Bosporus, über das es einleitend heißt: „Der Roman entreißt das alte Konstantinopel der Vergessenheit, und er darf in Anspruch nehmen, geschichtlich nicht ohne Wert zu sein.“
Von 1881 bis 1884 war er Mitglied des Deutschen Reichstags für den Wahlkreis Königreich Sachsen 20 (Marienberg-Zschopau) in der Fraktion der Liberalen Vereinigung.
Danach war er als Privatsekretär des rumänischen Königs und im Auftrag des Auswärtigen Amtes als Diplomat auf dem Balkan tätig. Durch diese Erfahrungen galt er allgemein als Balkanexperte und setzte sich für bessere wirtschaftliche Beziehungen zwischen Deutschland und dem Balkan ein.
Kutschbach war auch Mitglied der Freimaurer-Loge Psyche in Oppeln.
In seinem Werk Ein Stadtrundgang – Erinnerungen eines alten Leipzigers schildert er detailreich das alte Leipzig, seine Bewohner und das Leben in der Stadt. Ihm zu Ehren wurde in Leipzig-Lindenau 1937 der Kutschbachweg nach ihm benannt.

## Schriften
- Lassalle's Tod. E. Schmeitzner, Chemnitz 1880
- Sophie Solutzeff – F. Lassalle. Schmeitzner, Chemnitz 1881
- Der Schlussakt im Balkandrama. Deutsche Briefzeitungsgesellschaft, Leipzig-Naunhof 1912
- Die Serben im Balkankrieg 1912-1913 und im Kriege gegen die Bulgaren. Franckh, Stuttgart 1913
- Jugenderinnerungen eines alten Leipzigers. H. F. A. Timm, Leipzig 1926
- Der Brandherd Europas.  E. Haberland, Leipzig 1929
- Geschichte der Tuchscherer-Innung in Leipzig. Bielefeld, Leipzig 1931
- Unter der Sonne des Bosporus. Payne, Leipzig 1936